# Glycaspis conflecta
Glycaspis conflecta är en insektsart som beskrevs av Moore 1961. Glycaspis conflecta ingår i släktet Glycaspis och familjen rundbladloppor. Inga underarter finns listade i Catalogue of Life.